# U 109 (U-Boot, 1940)
U 109 war ein deutsches U-Boot vom Typ IX B der Kriegsmarine, welches im Zweiten Weltkrieg eingesetzt wurde.

## Geschichte
Der Auftrag für das Boot wurde am 24. Mai 1938 an die AG Weser in Bremen vergeben. Die Kiellegung erfolgte am 9. März 1939 und der Stapellauf am 14. September 1940. Am 5. Dezember 1940 wurde U 109 unter Korvettenkapitän Hans-Georg Fischer in Dienst gestellt.
Kommandant Fischer wurde nach der ersten Feindfahrt auf Weisung des Befehlshabers der U-Boote, Vizeadmiral Dönitz, abgelöst. Dönitz erachtete Korvettenkapitän Fischer als „…unfähig, ein U-Boot zu führen“. Daraufhin übernahm Kapitänleutnant Heinrich Bleichrodt das Kommando.
Bis zum 30. April 1941 war es der 2. U-Flottille in Wilhelmshaven als Ausbildungsboot zugeteilt. Danach diente U 109 bis zu seiner Versenkung am 4. Mai 1943 als Frontboot in der 2. U-Flottille und war in Wilhelmshaven und Lorient stationiert. Als Bootsemblem führte es das Wappen des Kyffhäuserbundes. Der Bund wurde Pate des Bootes, als Bleichrodt das Kommando übernahm.

## Einsatzstatistik
Die Kommandanten Fischer und Bleichrodt führten U 109 während seiner Dienstzeit auf neun Unternehmungen, auf denen Fischer ein und Bleichrodt elf Schiffe, insgesamt also 12 Schiffe mit 79.696 BRT versenkten und ein Schiff mit 6.548 BRT beschädigten.

### Erste Unternehmung
Das Boot lief am 6. Mai 1941 um 13:30 Uhr von Kiel aus und lief am 29. Mai 1941 um 9:30 Uhr in Lorient ein. Auf dieser 23 Tage dauernden und 5496 sm langen Unternehmung in den Nordatlantik, südlich von Grönland, wurde ein Schiff versenkt.
- 20. Mai 1941: Versenkung eines britischen Dampfers bei der Jagd auf den von U 94 gemeldeten Geleitzug. Das angegriffene Schiff wurde von zwei Torpedos getroffen und explodierte, bevor es einen Notruf abgeben konnte. Bis vor wenigen Jahren hielt man dieses Schiff für die  Marconi (7402 BRT)[3][4], die aus diesem Geleit versenkt wurde. Neuere Quellen dagegen haben das Schiff als Harpagus (5173 BRT) identifiziert[5], die im gleichen Gebiet verloren ging.

### Zweite Unternehmung
Das Boot lief am 28. Juni 1941 um 19:00 Uhr von Lorient aus und lief am 17. August 1941 um 13:15 Uhr wieder dort ein. Auf dieser 50 Tage dauernden und zirka 9200 sm über und 195 sm unter Wasser langen Unternehmung in den Mittelatlantik, den Kanarischen Inseln sowie westlich von Gibraltar, wurden keine Schiffe versenkt.
Am 7. Juli 1941 ab 01:30 Uhr griff U 109 den 8336 BRT großen britischen Dampfer City of Auckland (ehemaliger deutscher Frachter Weissenfels von 1914/15) mit vier Torpedoeinzelschüssen an. Nachdem dieser Dampfer allen Torpedos ausweichen konnte, entschloss sich Kapitänleutnant Heinrich Bleichrodt zu einem Artillerieangriff. Aus dem 10,5-cm-Geschütz wurden 35 Granaten abgefeuert und mehrere Treffer auf der City of Auckland erzielt. Diese setzte um 04:43 Uhr einen Funkspruch ab, nahm ihre Nebelanlage in Betrieb und erwiderte kurz darauf das Feuer aus mehreren Geschützen mittleren Kalibers. Es handelte sich offensichtlich um eine U-Boot-Falle. U 109 lief mit äußerster Kraft ab. Der Dampfer konnte jedoch erst in der Morgendämmerung des 8. Juli abgehängt werden.
U 109 wurde am 22. Juli 1941 in Cádiz vom deutschen Dampfer Thalia mit 86 m³ Brennstoff und Proviant versorgt.

### Dritte Unternehmung
Das Boot lief am 21. September 1941 um 19:00 Uhr aus Lorient aus, und am 22. September 1941 um 7:55 Uhr, wegen Schäden an den E-Maschinenkupplungen, der Funkanlage und dem Gruppenhorchgerät wieder ein. Obwohl die Funkstation nach dem vorhergehenden Werftaufenthalt vom Funkmaat abgenommen worden war, wies sie nach einem erneuten kurzfristigen Werftaufenthalt verschiedene Fehler und Beschädigungen auf. Dies und die Art der Beschädigungen legte einen Fall von Sabotage durch die Werftarbeiter nahe.
U 109 lief am 5. Oktober 1941 um 19:00 Uhr wieder aus Lorient aus, und am 18. November 1941 um 16:10 Uhr wieder dort ein. Auf dieser 45 Tage dauernden und zirka 6700 sm über und 459 sm unter Wasser langen Unternehmung in den Nordatlantik, Labrador und Neufundland, wurden keine Schiffe versenkt oder beschädigt. U 109 wurde am 4. November durch ein Funktelegramm des B.d.U. zu einer Geleitaufgabe abgestellt: Das U-Boot sollte den norwegischen Frachter Silvaplana (4793 BRT), der vom Hilfskreuzer Atlantis bei den Marshallinseln aufgebracht worden war und der sich mit einer deutschen Prisenbesatzung an Bord auf dem Weg nach dem besetzten Frankreich befand, Geleitschutz geben. Insgesamt begleitete U 109 das Frachtschiff über zehn Tage hinweg; die Silvaplana, die unter anderem 5000 Tonnen Sago, 2200 Tonnen Naturkautschuk und rund 540 Tonnen Zinn geladen hatte, erreichte am 17. November 1941 unbeschädigt den Hafen von Bordeaux.

### Vierte Unternehmung
Das Boot lief am 27. Dezember 1941 um 15:00 Uhr von Lorient aus und lief am 23. Februar 1942 um 13:24 Uhr wieder dort ein. Auf dieser 59 Tage dauernden und zirka 6.950 sm über und 1.052 sm unter Wasser langen Unternehmung in den Westatlantik, der US-Ostküste und vor Florida, wurden vier Schiffe mit 27.651 BRT versenkt. U 109 gehörte zu den Booten, die das Unternehmen Paukenschlag durchführten.
U 109 wurde am 7. Februar 1942 von U 130 mit Brennstoff versorgt.
- 23. Januar 1942: Versenkung des britischen Dampfers Thirlby (Lage) mit 4.887 BRT. Der Dampfer wurde durch einen Torpedo versenkt. Er hatte 7.600 t Mais geladen und befand sich auf dem Weg von New York nach Loch Ewe. Das Schiff gehörte zum aufgelösten Konvoi SC-66 mit 29 Schiffen. Es gab fünf Tote und 40 Überlebende.
- 1. Februar 1942: Versenkung des britischen Dampfers Tacoma Star (Lage) mit 7.942 BRT. Der Dampfer wurde durch zwei Torpedos versenkt. Er hatte 5107 t Stückgut geladen und befand sich auf dem Weg von Buenos Aires und Hampton Roads nach Liverpool. Diese Versenkung war ein Totalverlust mit 87 Toten.
- 5. Februar 1942: Versenkung des kanadischen Tankers Montrolite (Lage) mit 11.309 BRT. Der Tanker wurde durch zwei Torpedos aus den Heckrohren beschossen und durch einen Fangschuss aus Rohr 1 endgültig versenkt. Er hatte Rohöl geladen und befand sich auf dem Weg von Trinidad nach Halifax (Nova Scotia). Es gab 28 Tote und 20 Überlebende.
- 6. Februar 1942: Versenkung des panamaischen Dampfers Halcyon (Lage) mit 3531 BRT. Der Dampfer wurde durch Artillerie versenkt. Er fuhr in Ballast und war auf dem Weg von Halifax (Nova Scotia) nach Demerara. Es gab drei Tote.

### Fünfte Unternehmung
Das Boot lief am 25. März 1942 um 19:30 Uhr von Lorient aus und lief am 3. Juni 1942 um 7:30 Uhr wieder dort ein. Auf dieser 70 Tage dauernden und 7.898 sm über und 1.160 sm unter Wasser langen Unternehmung in den Westatlantik, der US-Ostküste und vor Florida, wurden drei Schiffe mit 11.977 BRT versenkt und eines mit 6.548 BRT beschädigt.
- 20. April 1942: Versenkung des britischen Dampfers Harpagon mit 5.719 BRT. Der Dampfer wurde durch zwei Torpedos versenkt. Er hatte 8.017 t Stückgut geladen inklusive 2.602 t Sprengstoff, Panzer sowie Flugzeuge und war auf dem Weg von New York über Kapstadt nach Bombay. Es gab 41 Tote und acht Überlebende.
- 1. Mai 1942: Beschädigung des britischen Motorschiffes La Paz mit 6.548 BRT. Das Schiff hatte Stückgut geladen und befand sich auf dem Weg nach Valparaíso. Es gab keine Verluste, 57 Überlebende. Die La Paz sank zwar nach einem Torpedotreffer mit dem Heck auf den Grund, wurde aber später gehoben, in Jacksonville (Florida) repariert und vom United States Marine Corps übernommen.
- 1. Mai 1942: Die Versenkung des niederländischen Motorschiffes Worden mit 433 BRT hat sich U109 auf Basis eines aufgefangenen Funkspruches selbst zugeschrieben. Angenommen wurde, dass das Schiff durch einen Torpedo getroffen wurde, welcher der La Paz gegolten aber das Ziel verfehlt hatte.[13] Tatsächlich funkte die Worden den Angriff auf die La Paz und entkam ohne Schäden.[14]
- 3. Mai 1942: Versenkung des niederländischen Dampfers Laertes (Lage) mit 5.825 BRT. Der Dampfer wurde durch zwei Torpedos versenkt. Er hatte 5230 t Kriegsmaterial inklusive drei Flugzeuge, 17 Panzer sowie 20 LKWs geladen und befand sich auf dem Weg von New York über die Tafelbucht in Südafrika nach Bombay in Indien. Es gab 18 Tote und 42 Überlebende.

### Sechste Unternehmung
Das Boot lief am 18. Juli 1942 um 18:00 Uhr von Lorient aus und lief am 6. Oktober 1942 um 16:40 Uhr wieder dort ein. Auf dieser 80 Tage dauernden und zirka 12.750 sm über und 770 sm unter Wasser langen Unternehmung in den Mittelatlantik, Südatlantik vor Freetown und dem Golf von Guinea, wurden fünf Schiffe mit 35.601 BRT versenkt.
U 109 wurde am 20. September 1942 von U 460 mit 38 m³ Brennstoff und Proviant für 5 Tage versorgt.
- 8. August 1942: Versenkung des norwegischen Tankers Arthur W. Sewall (Lage) mit 6.130 BRT. Der Tanker wurde durch drei Torpedos und Artillerie versenkt. Er fuhr in Ballast und war auf dem Weg von Freetown (Sierra Leone) nach Trinidad. Es gab keine Verluste, 36 Überlebende.
- 11. August 1942: Versenkung des britischen Tankers Vimeira (Lage) mit 5.728 BRT. Der Tanker wurde durch einen Torpedo und Artillerie versenkt. Er hatte 8.100 t Heiz- und Treiböl geladen und befand sich auf dem Weg von Curacao und Trinidad nach Freetown. Es gab 23 Tote und 22 Überlebende. (Der Kapitän des Schiffes wurde von U 109 gefangen genommen).
- 3. September 1942: Versenkung des britischen Motorschiffes Ocean Might (Lage) mit 7173 BRT. Das Schiff wurde durch zwei Torpedos versenkt. Es hatte 7000 t Militärgüter geladen und befand sich auf dem Weg von Liverpool über den Mittleren Osten nach Kapstadt.  Das Schiff gehörte zum aufgelösten Konvoi OS-37 mit 33 Schiffen. Es gab vier Tote und 50 Überlebende.
- 6. September 1942: Versenkung des britischen Motorschiffes Tuscan Star (Lage) mit 11.449 BRT. Das Schiff wurde durch zwei Torpedos versenkt. Es hatte 7.800 t Fleisch, 5.000 t Stückgut sowie 25 Passagiere an Bord und befand sich auf dem Weg von Buenos Aires (Argentinien) und Santos über Freetown (Sierra Leone) nach Liverpool. 48 Crewmitglieder und drei Passagiere wurden getötet, 40 Crewmitglieder und 22 Passagiere wurden gerettet. (Der Funker des Schiffes wurde von U 109 gefangen genommen).
- 17. September 1942: Versenkung des britischen Dampfers Peterton (Lage) mit 5221 BRT. Der Dampfer wurde durch drei Torpedos versenkt. Er hatte 5758 t Kohle geladen und befand sich auf dem Weg von London, Hull und Oban nach Buenos Aires (Argentinien). Das Schiff gehörte zum aufgelösten Konvoi OG-80 mit 29 Schiffen. Es gab acht Tote und 34 Überlebende. (Der Kapitän des Schiffes wurde von U 109 gefangen genommen).

### Siebente Unternehmung
Das Boot lief am 28. November 1942 um 17:00 Uhr von Lorient aus, und am 23. Januar 1943 um 12:15 Uhr in St. Nazaire ein. Auf dieser 66 Tage dauernden und zirka 7900 sm über und 746 sm unter Wasser langen Unternehmung in den Westatlantik, der Karibik und vor Trinidad, wurden keine Schiffe versenkt oder beschädigt. U 109 wurde vom 12. Januar bis zum 13. Januar 1943 von U 463 mit 14,6 m³ Brennstoff versorgt.

### Achte Unternehmung
Das Boot lief am 3. März 1943 um 14:30 Uhr von St. Nazaire aus und lief am 1. April 1943 um 10:30 Uhr in Lorient ein. Auf dieser 29 Tage dauernden und zirka 4.100 sm über und 390 sm unter Wasser langen Unternehmung in den Mittelatlantik und zu den Azoren wurden keine Schiffe versenkt oder beschädigt. Die Unternehmung musste wegen Maschinenproblemen abgebrochen werden. Am 21. März 1943 wurde U 202 mit 17 m³ Brennstoff versorgt. Am 22. März 1943 wurde U 588 mit 18 m³ Brennstoff und am 25. März 1943 U 43 mit 17 m³ Brennstoff versorgt.

### Neunte Unternehmung
Das Boot lief am 28. April 1943 von Lorient aus und wurde am 4. Mai 1943 versenkt. Auf dieser sieben Tage dauernden Unternehmung in den Nordatlantik und die Biscaya wurden keine Schiffe versenkt oder beschädigt.

## Verbleib
Das Boot wurde am 4. Mai 1943 im Nordatlantik südlich von Irland durch die B-24 Liberator P der britischen Squadron 86 mit vier Wasserbomben auf der Position 47° 22′ N, 22° 40′ W im Marine-Planquadrat BE 4512 versenkt. Es war ein Totalverlust mit 57 Toten.